# داروی (گووی-آلتای)
داروی (به لاتین: Darvi) یک منطقهٔ مسکونی در مغولستان است که در استان گاوی-آلتای واقع شده‌است. داروی ۳٬۵۲۳ کیلومتر مربع مساحت دارد.